# Crassula tenuicaulis
Crassula tenuicaulis là một loài thực vật có hoa trong họ Crassulaceae. Loài này được Schönland miêu tả khoa học đầu tiên năm 1897.